# Biblia nyska
Biblia nyska (niem. Neißer Bibel) – bogato zdobiony manuskrypt Wulgaty ufundowany przez Eberharda, opata klasztoru bożogrobców w Trutnovie. Spisywanie manuskryptu rozpoczęto w roku 1354. Jest przechowywany w Muzeum Powiatowym w Nysie.

## Historia kodeksu
Manuskrypt ufundował Eberhard, opat klasztoru bożogrobców Na Nivách w Trutnovie. Tekst Wulgaty przepisał skryba Fryderyk z Ratyzbony, a iluminował Mikołaj z Pragi. Rękopis został spisany na 499 pergaminowych kartach o wymiarach 47 na 32 cm. Kodeks jest bogato zdobiony, każda księga Starego i Nowego Testamentu oraz prologi do nich zaczynają się ozdobnym inicjałem. Natomiast ilustracje umieszczone na marginesach nie nawiązują do tekstu lecz mają żartobliwy, być może ironiczny charakter. Możliwe że ich zamierzeniem było zwrócenie uwagi na niewywiązywanie się opata Eberharda z umowy z kopistą i iluminatorem na co wskazuje ilustrowany kolofon figuralny na końcu księgi przedstawiający niezadowolonych iluminatora i kopistę bez jednego buta od których wyraźnie dystansuje się opat. Ponieważ rękopis był świadectwem zamożności i statusu jej fundatora a nie był używany w liturgii zachował się w bardzo dobrym stanie. Pierwotnie kodeks należał do klasztoru w Trutnovie.
Gdy w 1415 roku na soborze w Konstancji doszło do spalenia na stosie Jana Husa w Czechach wybuchło powstanie husyckie skierowane przeciw własności feudalnej, niemieckim wpływom w Czechach a także mające prowadzić do głębokiej reformy Kościoła (w tym odebrania duchowieństwu władzy świeckiej i sekularyzacji dóbr kościelnych). Wówczas cesarz Zygmunt Luksemburski przy poparciu papiestwa rozpoczął serię krucjat antyhusyckich nazwanych wojnami husyckimi. Z obawy przed przejęciem przez husytów klasztoru w Trutnovie jego opat postanowił poprzez pochodzącego z Trutnova świdnickiego mieszczanina Wacława Hyna wysłać 50 najcenniejszych ksiąg (wśród których był kodeks nyski) oraz złote i srebrne naczynia liturgiczne do klasztoru bożogrobców należącego wówczas do czeskiej prowincji zakonu w Księstwie nyskim. W maju 1421 w czasie II krucjaty antyhusyckiej wojska taborytów spaliły Trutnov. Zniszczeniu uległ również klasztor, który nie został już odbudowany.
W roku 1427 naczynia i księgi wysłano do klasztoru bożogrobców na Zderazu w Pradze, lecz Biblia nyska pozostała w Nysie (być może jako podziękowanie za przechowanie dóbr). W roku 1622 biskup wrocławski Karol Habsburg sprowadził jezuitów do Nysy i przekazał im coraz bardziej upadający klasztor bożogrobców. W ten sposób Biblia nyska stała się własnością jezuitów do roku 1810 gdy w państwie pruskim sekularyzowano zakony. Wówczas kodeks znajdował się z założonym przez jezuitów kolegium „Carolinum” gdzie był przechowywany do końca II wojny światowej. Wówczas w ramach „odniemczania” zbiory biblioteki „Carolinum” zostały przekazane do Biblioteki Narodowej, Biblioteki Uniwersyteckiej we Wrocławiu i KUL. Ponieważ manuskrypt został wypożyczony na wystawę do nyskiego muzeum pozostał w Nysie. Od 1947 roku manuskrypt należy do zbiorów Muzeum Powiatowego w Nysie.

## Badania kodeksu
Biblia nyska jest manuskryptem mało znanym i nie została dotąd zbadana pod kątem naukowym. W roku 1923 manuskrypt jako pierwszy opisał w artykule prasowym prof. Karel Chytil, dyrektor Muzeum Narodowego w Pradze, który oglądał go na wystawie sztuki śląskiej we Wrocławiu w roku 1903. On też jako pierwszy nadał mu nazwę: „Biblia nyska”. Kodeks był eksponowany w latach 60. XX wieku jednak nie wzbudził zainteresowania środowisk naukowych. Po kilkudziesięciu latach była też prezentowana w 2018 roku na wystawie „Od pergaminu do e-biblii”. Dopiero opublikowana w roku 2019 broszura „Biblia nyska czeskich bożogrobowców” Romana Sękowskiego, emerytowanego dyrektora Wojewódzkiej Biblioteki Publicznej w Opolu, nagłośniła zabytkowy manuskrypt oraz przyczyniła się do konserwacji tego zabytku literackiego.